# Списък на владетелите на Оверн
Списък на владетелите на Оверн
Графството Оверн е част от:
- Австразия (592-595)
- Бургундия (595-613)
- Австразия (612-639)

## Графове на Оверн

### Меровингски графове и херцози
Някои графове на Оверн носят личната титла херцог, без Графството Оверн да е издигнато на херцогство.
- Викторий, херцог от 471 до 480
- Аполонарий, 506
- Хортензий, 527
- Беко, 532
- Зигивалд, 532
- Хортензий, 2 път 533
- Еводий (Оверн)
- Георгий (Оверн)
- Бритиан
- Фирмин, негов зет, граф 555/558, свален
- Салуст, херцог 555/558-560, внук на Хортензий
- Фирмин, 2 път, херцог 560-571
- Венеранд, херцог. пр. 585
- Никетий, херцог и граф 585
- Евлалий, херцог 585-590
- Бобон, херцог 638-656, поставен от Сигиберт II
- Бодилон, херцог 675
- Калминий, херцог 690-те години
- Генезий, херцог 690-те години
- Хариберт херцог 690-те години
- Бландин, херцог до 765
- Итиер херцог 778

## Каролингски графове на Оверн
- Герхард I, X 841, граф на Оверн (Рамнулфиди), зет на император Лудвиг Благочестиви (Каролинги)
- Бернхард I, Comte d’Auvergne 846/868
- Варин (Гварин), † 868/869, негов син, comte d’Auvergne,
  - Ерменгарда, † сл. юни 881, негова сестра; ∞
- Бернард Плантвелю, † 885/886, сл. 872 граф на Оверн (Гелони)
- Вилхелм I, † 918, негов син, херцог на Аквитания
- Вилхелм II Младши, † 926/927, 918 херцог на Аквитания, comte d’Auvergne, син на граф Акфред от Carcassonne († 906) (Дом Барцелона), племенник на Вилхелм II
- Акфред, † 927, негов брат, херцог на Аквитания, 926 comte d’Auvergne
- Бернард III, негов брат, 924/932 comte d’Auvergne
- Ебал Манцер, † 934, правнук на граф Герхард, 902 граф на Поатие, 927 граф на Оверн, херцог на херцог на Аквитания (Рамнулфиди)
- Вилхелм III Вергхаупт, † 963, 934 граф на Поатие, 955 граф на Лимож и Оверн, 959/962 херцог на Аквитания

## Дом Оверн
- Ариман, 898 Vicecomes
- Роберт I, 922/945 негов син, vicomte d’Auvergne
- Роберт II, 936/968, негов син, vicomte d’Auvergne
- Гуидо I, † 989, негов син, 954–986 Princeps Avernorum, 979 Comte d‘Auvergne
- Бернард, негов брат, 955–985 Vicomte d‘Auvergne
- Вилхелм IV, син на Гуидо, 1010–1013 Comte d‘Auvergne
- Роберт I, † 1032, негов син, 1010–1013 Comte d’Auvergne
- Гийом, негов брат, 1010–1013 Comte d‘Auvergne
- Вилхелм V, † сл. 1059, син на Роберт I, Comte d’Auvergne et de Clermont
- Роберт II, † 1096, негов син, Comte d’Auvergne et de Gévaudan
- Вилхелм VI, † 1136, негов син, Comte d’Auvergne et de Velay
- Роберт III., † 1145, граф на Оверн
- Вилхелм VII Младши, † 1169, негов син, граф на Оверн, comes Arverniae (1155–1169). Прародител на Дофин Оверн
- Вилхелм VIII Старши, † 1182, син на Вилхелм VI; 1136 граф на Velay, Le Puy, узурпира 1155 против племенника си Вилхелм VII
- Роберт IV, † 1201, негов син, граф на Оверн
- Вилхелм, † 1195, често броен като Вилхелм IX
- Гуидо II, † 1222, негов брат, 1195/1213 граф на Оверн и Родез
- 1224–1247: Вилхелм X, негов син, граф на Оверн
- 1247–1276: Роберт V (um 1225–1276), негов син, граф на Оверн, от 1258 граф на Булон
- 1276–1279: Вилхелм XI, негов син, граф на Оверн и граф на Булон
- 1279–1314: Роберт VI (1250–1314), негов син, граф на Оверн и граф на Булон
- 1314–1325: Роберт VII (1282–1325), негов син, граф на Оверн и граф на Булон
- 1325–1332: Вилхелм XII (1300–1332), негов син, граф на Оверн и граф на Булон
- 1332–1360: Жана I (1326–1360), негова дъщеря, чрез втори брак кралица на Франция (1350–1360)
  - 1338–1346: Филип от Бургундия (1323–1346) (Philippe Monsieur), първи съпруг на Жана, син на Одо IV от Бургундия
  - 1350–1360: Жан II (1319–1364), втори съпруг на Жана
- 1360–1361: Филип I (1346–1361), син na Жана и Филип от Бургундия, граф на Оверн, граф на Boulogne, ot 1347 граф на Бургундия ot 1349 херцог на Бургундия
- 1361–1386: Жан I († 1386), син на Роберт VII, граф на Оверн, граф на Булон и граф на Монфорт
- 1386–1404: Жан II († 1404), негов син, граф на Оверн и граф на Булон
- 1404–1424: Жана II (1378–1424), негова дъщеря, графиня на Оверн и Булон, чрез първия си брак херцогиня на Оверн и Бери (1389–1416), чрез втория си брак графиня на Guines (1416–1424)
  - 1404–1416: Жан (1340–1416), граф на Поату (1356–1360), херцог на Бери и Оверн (1360–1416), граф на Оверн и Булон
  - 1416–1424: Georges de La Trémoille (1382–1446), граф на Guines (1398–1446), чрез брак граф на Оверн и Булон
- 1424–1437: Marie de Montgascon (1376–1437), дъщеря на Готфрид от Оверн, господар на Montgascon († 1385), внучка на Роберт VII, графиня на Оверн и Булон, дава Графство Булон 1435 на Бургундия, ∞ Бертранд IV дьо Ла Тур († сл. 1423), господар на Ла Тур

## Дом Ла Тур д’Оверн
- 1437–1461: Бертранд V дьо Ла Тур (Бертранд I) († 1461), неин син, господар на Ла Тур (1423–1461), граф на Оверн и граф на Булон, нарича се Бертранд дьо Ла Тур д'Оверн
- 1461–1497: Бертранд VI дьо Ла Тур (Бертранд II) (1417–1497) неин син, граф на Оверн и господар на Ла Тур (1461–1497)
- 1497–1501: Жан III (1467–1501) негов син, граф на Оверн и господар на Ла Тур (1497–1501)
- 1501–1524: Анне, негова дъщеря, графиня на Оверн
  - Магдалена от Оверн, нейна сестра, ∞ Лоренцо II де’ Медичи, херцог на Урбино
- 1524–1589: Катерина Медичи, дъщеря на Магдалена и Лоренцо, графиня на Оверн, кралица на Франция, ∞ Анри II крал на Франция

Оверн е от 1589 до 1651 г. собственост на френската корона.

## Дом Валоа-Ангулем
- Шарл Валоа, † 1650, 1589 граф на Оверн, 1620 херцог на Ангулем, син на крал Шарл IX и Мари Туше
- Louis-Emmanuel de Valois, † 1653, тяхен син, 2. херцог на Ангулем
- Louis de Valois, † 1637, негов син, граф на Ангулем
- Armand de Valois, † 1639, негов брат, граф на Ангулем
- François de Valois, † 1644, негов брат, граф на Оверн

## Ла Тур д’Оверн (Турене)
- 1651–1652: Frédéric-Maurice de La Tour d’Auvergne († 1652) княз на Седан (1623–1642), титулар-херцог на Bouillon, получава Оверн и Албрет, брат на Хенри дьо Ла Тур д’Оверн, vicomte de Turenne († 1675)
- 1652–1696: Godefroy Maurice дьо Ла Тур д’Оверн († 1721), негов син, херцог на Булон 1678–1696
- 1696–1730: Emmanuel Théodose de La Tour d’Auvergne, негов син, херцог на Булон
- 1730–1771: Charles Godefroy, негов син, херцог на Булон, продава Turenne 1738
- 1771–1791: Godefroy Charles Henry, негов син, херцог на Булон, свален

## Дофинина Оверн
- Вилхелм VII дофин (Вилхелм IV) (1155-1169)
- Роберт I дофин на Оверн (Роберт IV) (1169-1235)
- Вилхелм VIII дофин (1235-1240)
- Роберт V дофин (Роберт VI или Роберт I) (1240-1262)
- Роберт VI дофин (Роберт VII или Роберт II) (1262-1282)
- Роберт VII дофин (Роберт VIII или Роберт III) (1282-1324)
- John, дофин на Оверн (1324-1352), син на
- Берауд I, дофин на Оверн (1352-1356), син на
- Берауд II, дофин на Оверн (1356-1400), син на
- Берауд III, дофин на Оверн (1400-1426), син на
  - Анне (1400-1417), дъщеря на Берауд II
- Жана, дофина на Оверн (1426-1434) (или Мари), дъщеря на Берауд III, омъжва се за Луи I, граф на Montpensier (1434-1486)
  - Жан, Бурбон (1417-1434), най-големият внук на Анне
- Луи I, граф на Montpensier, дофин на Оверн (1434-1486), най-малкият внук на Анне и съпруг на Joanna
- Гилберт, граф на Montpensier, дофин на Оверн (1486-1496), син на
- Луи II, граф на Montpensier, дофин на Оверн (1496-1501), син на
- Шарл III, херцог на Бурбон, дофин на Оверн (1501-1527), син на

От 1525-1538 г. Дофинатът е конфискуван от краля и е собственост на кралската корона.
- Луиза дофина на Оверн (1527-1561), най-възрастната сестра
- Луи III, дофин на Оверн (1561-1583), син
- Франс, дофин на Оверн (1583-1592)
- Хенри, дофин на Оверн (1592-1608)
- дофин на Оверн I, дофинa на Оверн (1608-1627), se омъжва за Гастон, херцог на Орлеан (1608–1660)
- Анне, херцогиня на Montpensier, Анне-Мари II, дофина на Оверн (1627-1693), дъщеря на Анне-Мари I

- Елизабета Шарлота, Princess Palatine, дофина на Оверн (1652–1722), омъжва се за Филип I, херцог на Орлеан, дофин на Оверн
- Филип II, херцог на Орлеан, дофин на Оверн, син на Елизабета Шарлота

## Херцози на Оверн
Херцогството Оверн е образувано през 1360 г. от Жан II (Франция).
- Жан I, херцогиня на Оверн (1360-1416), херцог на Бери
- Мария (1375–1434), херцогиня на Оверн, наричана Maria de Berry и Duchesse d'Auvergne, най-малката дъщеря на Жан
- Жан I дьо Бурбон, херцог на Оверн (1416-1425)
- Шарл I дьо Бурбон (1425-1456)
- Жан III дьо Бурбон (1456-1488)
- Шарл II дьо Бурбон (1488)
- Петер дьо Бурбон (1488-1503)
- Сузана дьо Бурбон (1503-1521), дъщеря
- Шарл III дьо Бурбон (1505-1527)

- Луиза Савойска, херцогиня на Оверн, братовчедка на Сузана, дъщеря на малката сестра на херцог Петер дьо Бурбон (1467–1531)
- Шарл IV Филип (1757-1824)